# Chimaira (album)
Chimaira è il terzo album del gruppo metalcore/groove metal statunitense Chimaira pubblicato nel 2006 da Roadrunner Records.
Tutti i testi sono stati scritti dal cantante Mark Hunter, la canzone "Nothing Remains" è stata composta il giorno della morte di Dimebag Darrell, ma non riguarda specificatamente la sua morte.
Per questo album il ruolo di batterista è stato ricoperto da Kevin Talley (Hate Eternal, Misery Index, Dååth).
L'album ha raggiunto a 74ª posizione della Billboard e la 45º della classifica australiana.

## Tracce
1. Nothing Remains - 5:36
2. Save Ourselves - 5:09
3. Inside the Horror - 5:29
4. Salvation - 5:21
5. Comatose - 4:43
6. Left for Dead - 5:42
7. Everything You Love - 6:17
8. Bloodlust - 7:19
9. Pray for All - 5:53
10. Lazarus - 7:40
11. Clayden - 6:22

### Ristampa
Nel 2006 l'album è stato ristampato con l'aggiunta di un disco bonus contenente 9 tracce, le canzoni live sono tutte estratte dal DVD The Dehumanizing Process.
1. Clayden – 6:22
2. Malignant – 3:30
3. Power Trip (Live) – 4:06
4. Cleansation (Live) – 3:48
5. Severed (Live) – 3:50
6. Eyes of a Criminal (Live) – 5:23
7. Down Again (Live) – 5:27
8. Dehumanizing Process (Live) – 3:54
9. Pure Hatred (Live) – 4:32

## Formazione
- Mark Hunter – voce
- Rob Arnold – chitarra
- Matt DeVries – chitarra
- Jim LaMarca – basso
- Kevin Talley – batteria